# For My Pain...
For My Pain... (ofte forkortet "'FMP..." eller blot "FMP") er en gothic metal supergruppe fra Oulu, Finland. Medlemmerne kommer fra Embraze, Eternal Tears of Sorrow, Nightwish, Charon og Reflexion. Bandet udgav deres succesfulde debutalbum Fallen i 2003, men har ikke udgivet noget nyt fuld-længde album siden.

## Medlemmer
- Altti Veteläinen – bas (se Eternal Tears of Sorrow, ex-Kalmah, ex-National Napalm Syndicate)
- Petri Sankala – trommer (se ex-Eternal Tears of Sorrow, ex-Kalmah)
- Tuomas Holopainen – keyboards (se Nightwish)
- Lauri Tuohimaa – guitar (se ex-Charon, ex-Embraze)
- Olli-Pekka Törrö – guitar (se ex-Eternal Tears of Sorrow)
- Juha Kylmänen – vokal (ex-Reflexion)

## Diskografi
- 2003 Fallen
- 2004 Killing Romance (single, kun udgivet i Finland)